# The Man Who Sold the World (álbum)
The Man Who Sold the World es el tercer álbum de estudio del músico y compositor británico de rock David Bowie. En un principio se lanzó a través de Mercury Records en noviembre de 1970 en Estados Unidos y en abril de 1971 en el Reino Unido.
Fue el primer álbum de Bowie con el núcleo de lo que sería "Spiders from Mars", la banda de apoyo famosa por The Rise and Fall of Ziggy Stardust and the Spiders from Mars (1972). Aunque el biógrafo David Buckley ha descrito al anterior álbum del cantante Space Oddity como "el primer verdadero álbum de Bowie", los críticos de NME Roy Carr y Charles Shaar Murray han dicho de The Man Who Sold the World, "aquí es donde realmente comienza la historia".
Partiendo de la música en gran medida acústica del segundo álbum de Bowie, The Man Who Sold the World generalmente se considera un álbum de hard rock.

## Composición y grabación
El álbum fue escrito y ensayado en la casa de David Bowie en Haddon Hall, Beckenham, una mansión Eduardiana convertida en un bloque de pisos que fue descrita por un visitante como un ambiente "como la sala de estar de Drácula". Como Bowie estaba preocupado con su nueva esposa Angie en ese momento, la música fue arreglada en gran parte por el guitarrista Mick Ronson y el bajista/productor Tony Visconti. Aunque a Bowie se le acredita oficialmente como el compositor de toda la música del álbum, el biógrafo Peter Doggett citó a Visconti diciendo que "las canciones las escribimos nosotros cuatro. Nos metíamos en un sótano, y Bowie simplemente decía si le gustaban o no". En la versión de Doggett, "La banda (a veces con Bowie contribuyendo en la guitarra, a veces no) grabaría una pista instrumental, que podría o no estar basada en una idea original de Bowie. Entonces, en el último momento posible, Bowie de mala gana se levantaría del sofá en el que estaba descansando con su esposa, y lanzaría una serie de letras". A pesar de su molestia con la fijación de Bowie en la vida matrimonial durante la grabación de The Man Who Sold the World, Visconti todavía lo calificó como su mejor trabajo con Bowie hasta Scary Monsters (And Super Creeps) de 1980.
El propio Bowie fue citado en una entrevista en 1998 diciendo: "realmente me opuse a la impresión de que no escribí las canciones de The Man Who Sold the World. Sólo tienes que ver los cambios de acordes. Nadie escribe cambios de acordes como esos". "The Width of a Circle" y "The Supermen", por ejemplo, ya existían antes de que comenzaran las sesiones. Ralph Mace tocó un sintetizador modular Moog tomado de George Harrison; Mace era un pianista de concierto de 40 años que también era director del departamento de música clásica en Mercury Records.

## Música y letra
Gran parte de The Man Who Sold the World tiene un ápice de heavy metal que lo distingue de otros lanzamientos de Bowie, y ha sido comparado con actos contemporáneos como Led Zeppelin y Black Sabbath. El crítico de música Greg Kot dijo que el álbum marcó el cambio de dirección de Bowie en el hard rock. El disco también proporcionó algunos desvíos musicales inusuales, como el uso de ritmos latinos en la canción homónima para acompañar la melodía. La pesadez sónica del álbum fue igualada por la temática de las letras, que incluía desde la locura en "All the Madmen", hasta asesinos armados y comentarios de la guerra de Vietnam en "Running Gun Blues", una computadora omnisciente en "Saviour Machine", deidades mitológicas de Lovecraft en "The Supermen", y, en "The Width of a Circle", sobre un encuentro sexual - con Dios, el Demonio u otro ser sobrenatural, según diferentes interpretaciones - en las profundidades del Infierno. El álbum también se ha visto como reflejo de la influencia de figuras como Aleister Crowley, Franz Kafka y Friedrich Nietzsche.

## Portada
El lanzamiento original, en 1970, de Estados Unidos de The Man Who Sold the World utilizó de portada un dibujo caricaturesco realizado por el amigo de Bowie, Michael J. Weller, en el cual se veía a un vaquero frente al asilo mental de Cane Hill. Weller, quien tenía un amigo paciente del asilo, sugirió la idea después de que Bowie le pidiera que creara un diseño que capturara el tono premonitorio de la música. Basándose en los estilos del arte pop, pintó una lúgubre entrada al hospital con una torre del reloj dañada. Para el primer plano del diseño, usó una fotografía de John Wayne para dibujar la figura de un vaquero que llevaba un sombrero de diez galones y un rifle, lo que significaba una alusión a la canción "Running Gun Blues". Bowie sugirió que Weller incorporara el detalle de la "cabeza explosiva" en el sombrero del vaquero, una característica que había usado previamente en sus carteles mientras formaba parte del Arts Lab. También agregó un globo de diálogo vacío para la figura del vaquero, que tenía la intención de incluir la frase "Roll up your sleeves and show us your arms" ("enrolla tus mangas y muéstranos tus brazos"), un juego de palabras con los tocadiscos, las pistolas y el consumo de drogas, pero a Mercury le pareció demasiado arriesgada y el globo se dejó en blanco. Según el biógrafo de Bowie, Nicholas Pegg, "en este punto, la intención de David era llamar al álbum Metrobolist, una parodia de Metrópolis de Fritz Lang: el título permanecería en las cajas incluso después de que Mercury publicara el LP en Estados Unidos como The Man Who Sold the World".
Bowie estaba entusiasmado con el diseño final, pero pronto reconsideró la idea y pidió al departamento de arte de Philips Records, una filial de Mercury, que contratara al fotógrafo Keith MacMillan para fotografiar una portada alternativa. El rodaje tuvo lugar en un "entorno doméstico" de la sala de estar de Haddon Hall, en donde Bowie se encontraba reclinado sobre un sillón en un "vestido del hombre" crema y azul satín, una indicación temprana de su interés en explotar su aspecto andrógino. El vestido fue diseñado por el diseñador de moda británico Michael Fish. Se ha dicho que sus "mechones rubios blanqueados, cayendo por debajo del nivel del hombro" en la foto, se inspiraron en una pintura Prerrafaelita de Dante Gabriel Rossetti. En los Estados Unidos, Mercury rechazó la foto de MacMillan y lanzó el álbum con el diseño de Weller en la tapa, para disgusto de Bowie, aunque logró presionar con éxito al sello para utilizar la nueva foto para el lanzamiento del disco en el Reino Unido. En 1972, dijo que el diseño de Weller era "horrible", pero volvió a evaluarlo en 1999, diciendo que "de hecho pensé que la caricatura de la tapa era realmente genial".
Mientras promocionaba The Man Who Sold the World en los EE. UU., Bowie lució el vestido de Mr. Fish en febrero de 1971 en su primera gira promocional y durante las entrevistas, a pesar de que los estadounidenses no tenían conocimiento de la portada británica aún no publicada. La versión alemana de 1971 presentó una criatura híbrida alada con la cabeza de Bowie y una mano como un cuerpo, preparándose para sacudir la Tierra. La reedición mundial de RCA Records en 1972 utilizó una imagen en blanco y negro de Ziggy Stardust en la tapa. Esta imagen siguió siendo la portada de las reediciones hasta 1990, cuando la versión de Rykodisc restituyó la "portada del vestido" del Reino Unido. La portada del "vestido" ha aparecido en posteriores reediciones del álbum.

## Sencillos
Alguna vez se pensó que ninguna de las canciones del disco había sido lanzada al público como sencillo en ese momento, aunque una versión promocional de "All the Madmen" se emitió en los Estados Unidos en 1970. Mercury Records lanzó "All the Madmen" con "Janine" (del álbum anterior) como el lado B, como sencillo (Mercury 73173) pero la retiró. La misma canción apareció en Europa del Este en 1973, al igual que "The Width of a Circle". "Black Country Rock" fue lanzada como el lado B de "Holy Holy" en el Reino Unido en enero de 1971, poco antes del álbum. La canción homónima apareció como el lado B del lanzamiento de "Space Oddity" en Estados Unidos en 1972 y en el lanzamiento en el Reino Unido de "Life on Mars?" en 1973. La canción homónima también proporcionó un improbable éxito para la cantante pop escocesa Lulu (producida por Bowie y Ronson) y sería interpretada por muchos artistas a lo largo de los años, incluyendo a Richard Barone en 1987, y a Nirvana en 1993, quien interpretó una versión de "The Man Who Sold the World" para MTV Unplugged in New York.

## Recepción y legado
The Man Who Sold the World tuvo generalmente más éxito comercial y crítico en los EE. UU que en el Reino Unido cuando se lanzó por primera vez. Las publicaciones musicales de Melody Maker y NME lo encontraron "sorprendentemente excelente" y "bastante histérico", respectivamente. John Mendelsohn de Rolling Stone llamó al álbum "uniformemente excelente" y comentó que el "uso del eco, el phasing y otras técnicas del productor Tony Visconti en la voz de Bowie ... sirven para reforzar la irregularidad de las palabras y la música de Bowie", que interpretó como "imágenes oblicuas y fragmentadas que son casi impenetrables por separado pero que transmiten con efectividad un sentido irónico y amargo del mundo cuando se consideran juntas". Las ventas no fueron lo suficientemente altas como para destacar en ninguno de los dos países en el momento, sin embargo, fue n.º 26 en el Reino Unido y n.º 105 en los Estados Unidos después de su relanzamiento el 25 de noviembre de 1972, tras el avance comercial de Bowie otorgado por el éxito de The Rise and Fall of Ziggy Stardust and the Spiders from Mars.
Desde entonces, The Man Who Sold the World ha sido citado como inspirador de los elementos de rock gótico, dark wave y ciencia ficción en el trabajo de artistas como Siouxsie and the Banshees, The Cure, Gary Numan, John Foxx y Nine Inch Nails. En su diario, Kurt Cobain de Nirvana lo listó en el N°45 en su ranking de sus 50 álbumes favoritos. En 1993, Nirvana interpretó "The Man Who Sold the World" para su especial televisivo MTV Unplugged in New York. Se ha afirmado que el glam rock comenzó con el lanzamiento de este álbum, aunque esto también se atribuye a la aparición de Marc Bolan en el programa de televisión del Reino Unido, Top of the Pops en diciembre de 1970 usando brillo, para realizar lo que sería su primer sencillo exitoso en el Reino Unido bajo el nombre de T. Rex, "Ride a White Swan", que alcanzó su punto máximo en el número 2 en las listas del Reino Unido.
En una revisión retrospectiva para AllMusic, el editor principal Stephen Thomas Erlewine citó a The Man Who Sold the World como "el comienzo del período clásico de David Bowie" y elogió su "apretado, retorcido y pesado sonido de guitarra rock que parece simple en la superficie pero suena más retorcido en cada escuchada". Erlewine consideraba su música y los "cuentos paranoicos futuristas" de Bowie como "extraños", y agregaba que "Musicalmente, no hay mucha innovación ... es casi todo hard-blues-rock o folk-rock psicodélico, pero hay un clima inquietante en la actuación de la banda, que hace que el disco sea uno de los mejores álbumes de Bowie ". En una reseña sobre la reedición del álbum, Q lo llamó "una aventura vigorosa y sexualmente cargada", mientras que Mojo escribió: "Un conjunto robusto que gira con una desorientación vertiginosa ... el arsenal de Bowie estaba siendo apresuradamente ensamblado, aunque nunca fue desplegado con una energía tan emocionante otra vez".

## Lista de canciones
Todas las canciones compuestas por David Bowie.
Lado A
| N.º | Título                  | Duración |  |
| 1.  | «The Width of a Circle» | 8:05     |  |
| 2.  | «All the Madmen»        | 5:38     |  |
| 3.  | «Black Country Rock»    | 3:32     |  |
| 4.  | «After All»             | 3:51     |  |

Lado B
| N.º | Título                       | Duración |  |
| 5.  | «Running Gun Blues»          | 3:11     |  |
| 6.  | «Saviour Machine»            | 4:25     |  |
| 7.  | «She Shook Me Cold»          | 4:13     |  |
| 8.  | «The Man Who Sold the World» | 3:55     |  |
| 9.  | «The Supermen»               | 3:38     |  |

## Personal
- David Bowie – voz, guitarra, Dubreq Stylophone.
- Mick Ronson – guitarra, voz.
- Tony Visconti – bajo, piano, guitarra, productor.
- Mick Woodmansey – batería, percusión
- Ralph Mace – Moog modular.
- Ken Scott – ingeniero de sonido

## Posicionamiento

### Álbum
| Año  | Lista           | Posición |
| ---- | --------------- | -------- |
| 1972 | UK Albums Chart | 26       |
| 1973 | Billboard 200   | 105      |